# Wings (Computerspiel)
Wings ist ein Computerspiel aus dem Genre Flugsimulator von Cinemaware. Im Jahre 1990 für den Amiga-Heimcomputer erschienen, 2003 auch für den Game Boy Advance. Der Spieler schlüpft in die Rolle eines alliierten Piloten im Ersten Weltkrieg.

## Beschreibung
Begonnen im Jahre 1916 als Rookie durchläuft er seine militärische Laufbahn bis Kriegsende 1918 beim Royal Flying Corps bzw. später Royal Air Force. Der Stummfilm Wings von 1927 inspirierte die Macher des Spiels – daher auch die stummfilmartigen Texteinblendungen vor und nach den Einsätzen. Die einzelnen Missionen sind – wie bei neueren Actionspielen mit Kriegshintergrund häufig zu sehen – durch ein Tagebuch miteinander verknüpft. Dabei werden die Ziele der Einsätze geschickt mit geschichtlichen Ereignissen, wie zum Beispiel dem Abschuss bekannter Fliegerasse wie Manfred von Richthofen, in Verbindung gebracht.
Besonders an diesem Spiel war neben seiner atmosphärischen Dichte die Kombination unterschiedlicher Action-Elemente. So konnte man neben klassischen 3D-Luftkämpfen im Flugsimulator-Stil auch Bodenbeschuss- bzw. Bombardierungs-Einsätze aus 2D-Perspektive absolvieren. Nach der Mission wurde der Einsatz entweder als Erfolg oder als Fehlschlag bewertet. Ein Fehlschlag, also ein Einsatz, bei dem Ziele verfehlt bzw. die falschen Ziele getroffen worden, wirkte sich negativ auf die militärische Karriere aus.
Das SNES-Konsolenspiel Wings 2 hat lediglich von der Thematik her mit dem originalen Wings zu tun.
Nach einem erfolglosen Remake-Versuch von Seiten Cinemawares wurde im November 2013 ein erneuter Anlauf gestartet, Wings mittels Kickstarter zu finanzieren. Das erfolgreiche Crowdfunding lief bis zum 10. Dezember 2013, das Spiel ist für die Unterstützer am 10. Oktober 2014 erschienen und wurde am 17. Oktober 2014 veröffentlicht.